# Isaac Soyer
Isaac Soyer (* 26. November 1902 in Odessa, Russisches Kaiserreich; † 9. Oktober 1981 in New York City, Vereinigte Staaten) war ein US-amerikanischer Maler russisch-jüdischer Herkunft. Er wurde vor allem durch seine im sozialrealistischen Stil gehaltenen Porträts und Darstellungen des urbanen Lebens bekannt.

## Leben
Isaac Soyer wurde 1902 in Odessa geboren und wanderte zu Beginn des 20. Jahrhunderts mit seiner Familie in die Vereinigten Staaten aus. Er wuchs gemeinsam mit seinen Zwillingsbrüdern Moses und Raphael Soyer auf, die ebenfalls bekannte Künstler wurden. Isaac studierte an der Cooper Union und der National Academy of Design in New York City. In den 1930er Jahren malte er im sozialrealistischen Stil und thematisierte in seinen Bildern die Lebensrealitäten der Arbeiterklasse sowie der Gemeinschaften von Einwanderern. Er ist bekannt für seine detailreichen und einfühlsamen Porträts und Alltagsszenen, die oft das Leben einfacher Menschen in städtischen Umgebungen zeigen. Später lehrte er auch an verschiedenen Institutionen, darunter am City College of New York. Isaac Soyer starb 1981 in New York City.